# Torrubia del Castillo
Torrubia del Castillo község Spanyolországban, Cuenca tartományban.  Lakosainak száma 42 fő (2024).

## Népesség
A település népessége az utóbbi években az alábbiak szerint változott:
| Lakosok száma | 38   | 38   | 39   | 40   | 44   | 41   | 38   | 38   | 36   | 42   |
|               | 2001 | 2004 | 2006 | 2009 | 2011 | 2014 | 2016 | 2019 | 2021 | 2024 |